# Платинадитулий
Платинадитулий — бинарное неорганическое соединение
платины и тулия
с формулой PtTm2,
кристаллы.

## Получение
- Сплавление стехиометрических количеств чистых веществ:

{\displaystyle {\mathsf {Pt+2Tm\ {\xrightarrow {1440^{o}C}}\ Tm_{2}Pt}}}

## Физические свойства
Платинадитулий образует кристаллы
ромбической сингонии,
пространственная группа P nma,
параметры ячейки a = 0,7008 нм, b = 0,4688 нм, c = 0,8619 нм, Z = 4,
структура типа силицида дикобальта Co2Si
.
Соединение образуется по перитектической реакции при температуре ≈1440 °C .